# 스몰 디바이스 C 컴파일러
스몰 디바이스 C 컴파일러(Small Device C Compiler, SDCC)는 오픈 소스이고, 부분적으로 재사용되는 마이크로컨트롤러용 C 컴파일러이다. 그것은 GNU 일반 공중 사용 허가서로 배포된다. 또한 패키지는 링커, 어셈블러, 시뮬레이터, 디버거를 포함하고 있다. 2006년 2월에, 스몰 디바이스 C 컴파일러는 오직 인텔 8051-호환되는 마이크로컨트롤러용 C 컴파일러만 오픈 소스였다.
스몰 디바이스 C 컴파일러는 8051에 실시간 운형체제 시스템을 이식하기 위한 자유 실시간 운영체제 개발계획에 의하여 사용되었다.

## 지원되는 목적 아키텍처
- 인텔 8051
- PIC16
- Z80

## 같이 보기
- 재사용되는 컴파일러
- 마이크로컨트롤러